# 松山電気軌道
松山電気軌道（まつやまでんききどう）とは、明治末期から大正時代末期にかけて愛媛県松山市（当時は温泉郡三津浜町と松山市、道後湯之町）を中心に軌道（路面電車）および電気事業を経営していた会社。松電（まつでん）と呼ばれていた。
伊予鉄道に並行して三津浜港と松山市中心部・道後温泉を結ぶ軌道路線を建設し、10年間にわたり伊予鉄道と激しい乗客争奪戦を繰り広げた。伊予鉄道に吸収合併され会社は消滅したが、路線の一部は伊予鉄道城南線・本町線の一部として現存している。

## 路線データ
- 江ノ口 - 道後（現・道後温泉）間
- 駅数：26駅
- 軌間：1435mm（標準軌）
- 複線区間：なし（全区間単線）

## 歴史

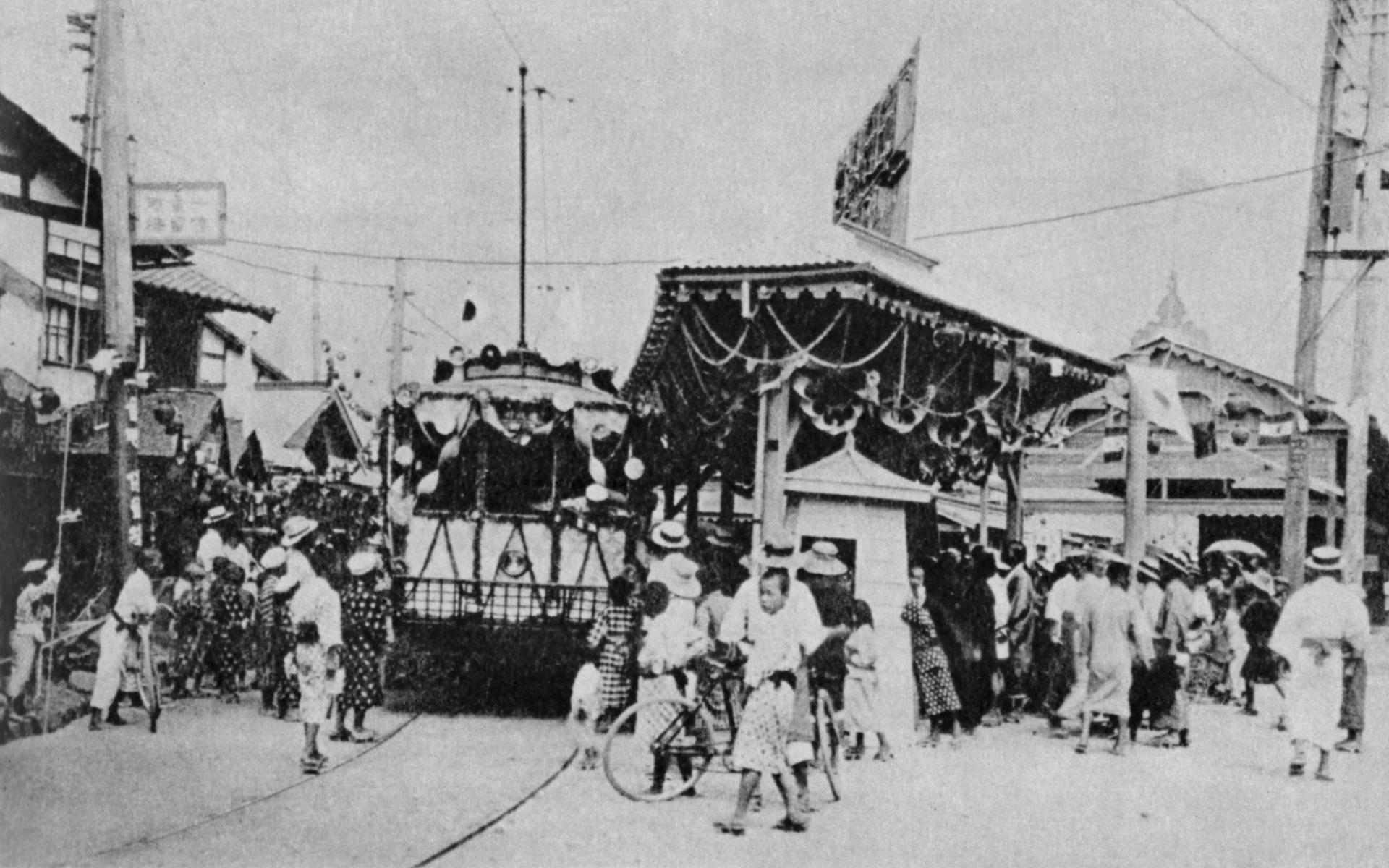
松山電気軌道の花電車（一番町停留場）

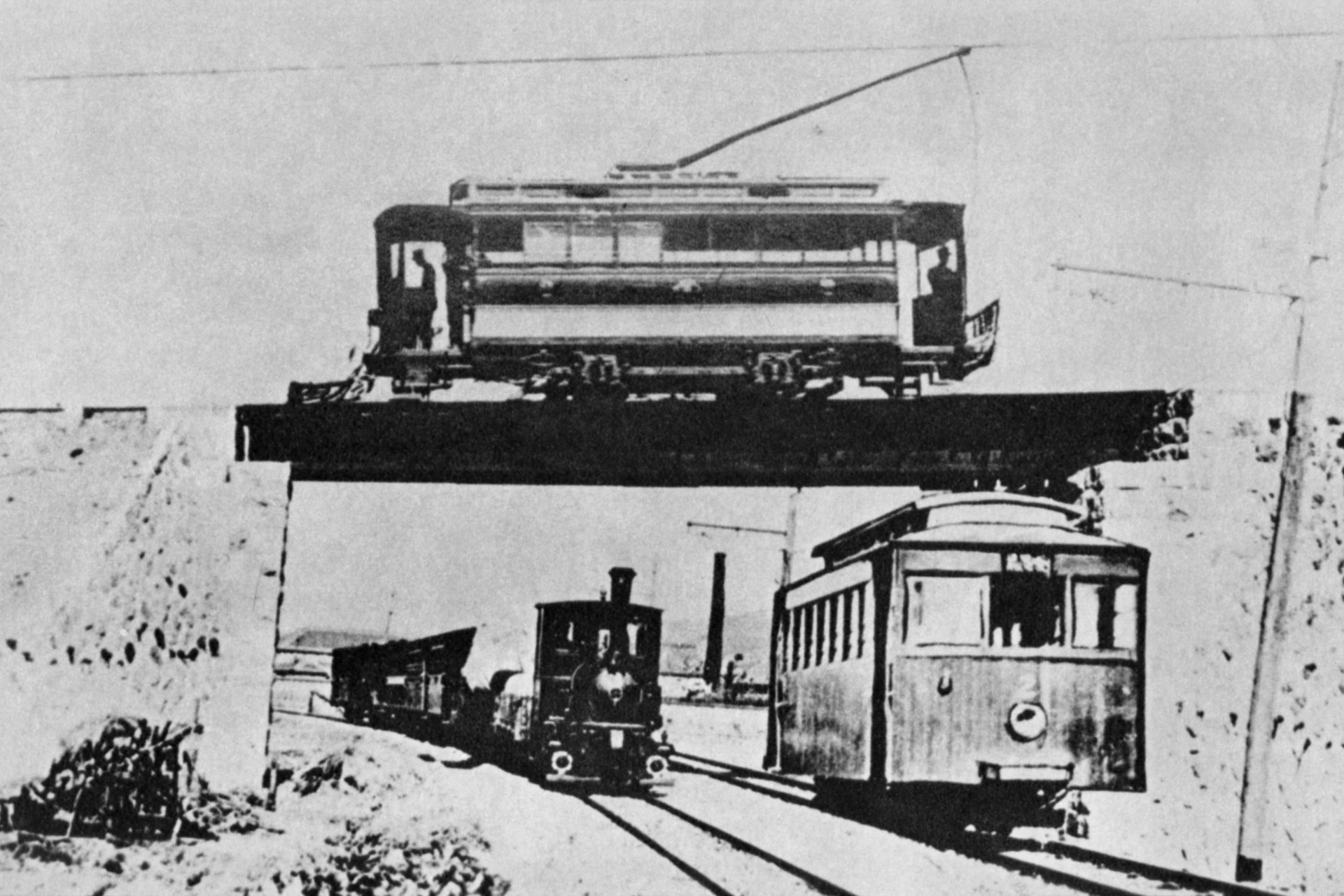
大正初期の六軒屋跨線橋（上が松山電軌、下が伊予鉄）

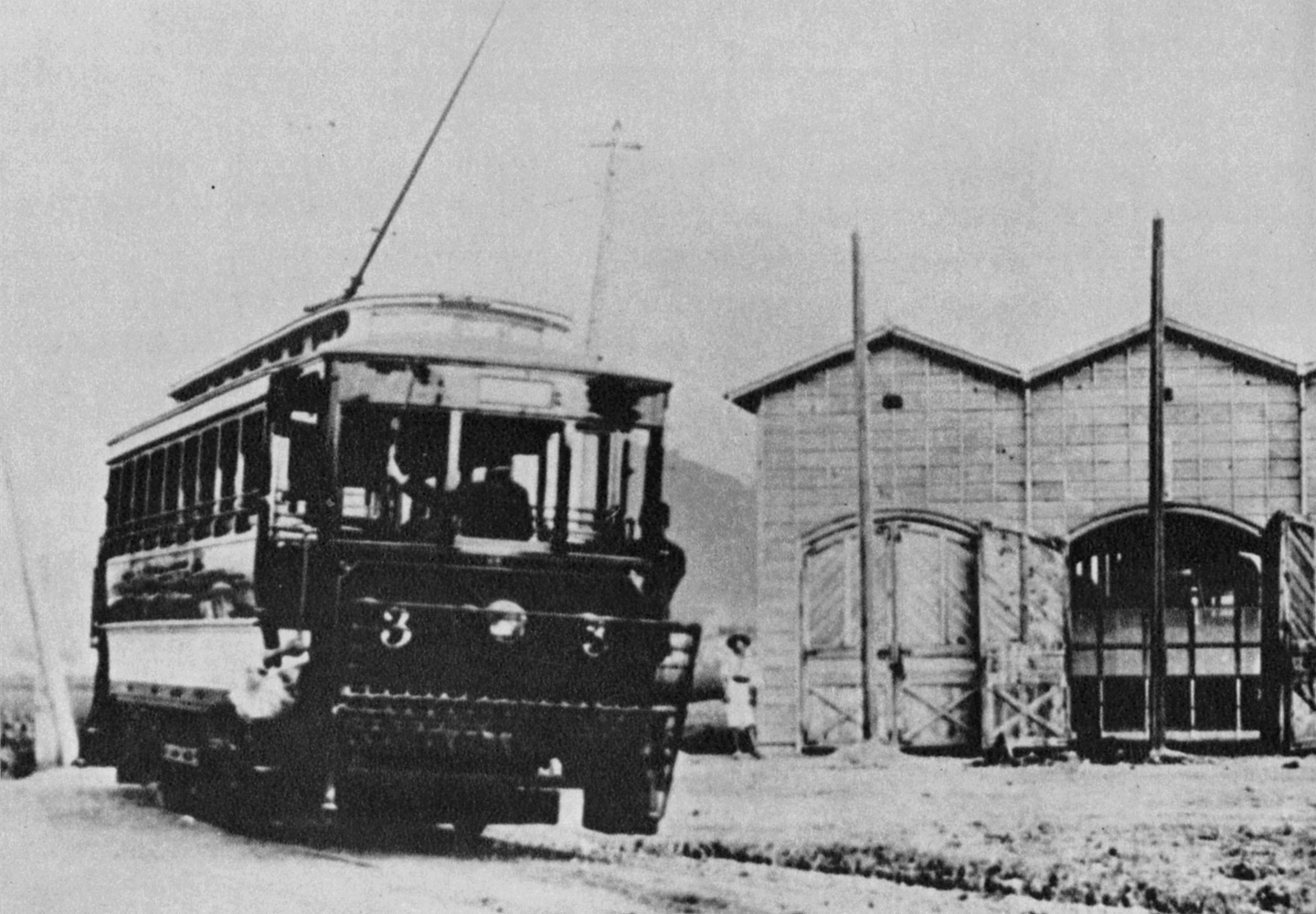
六軒屋車庫（大正初期）

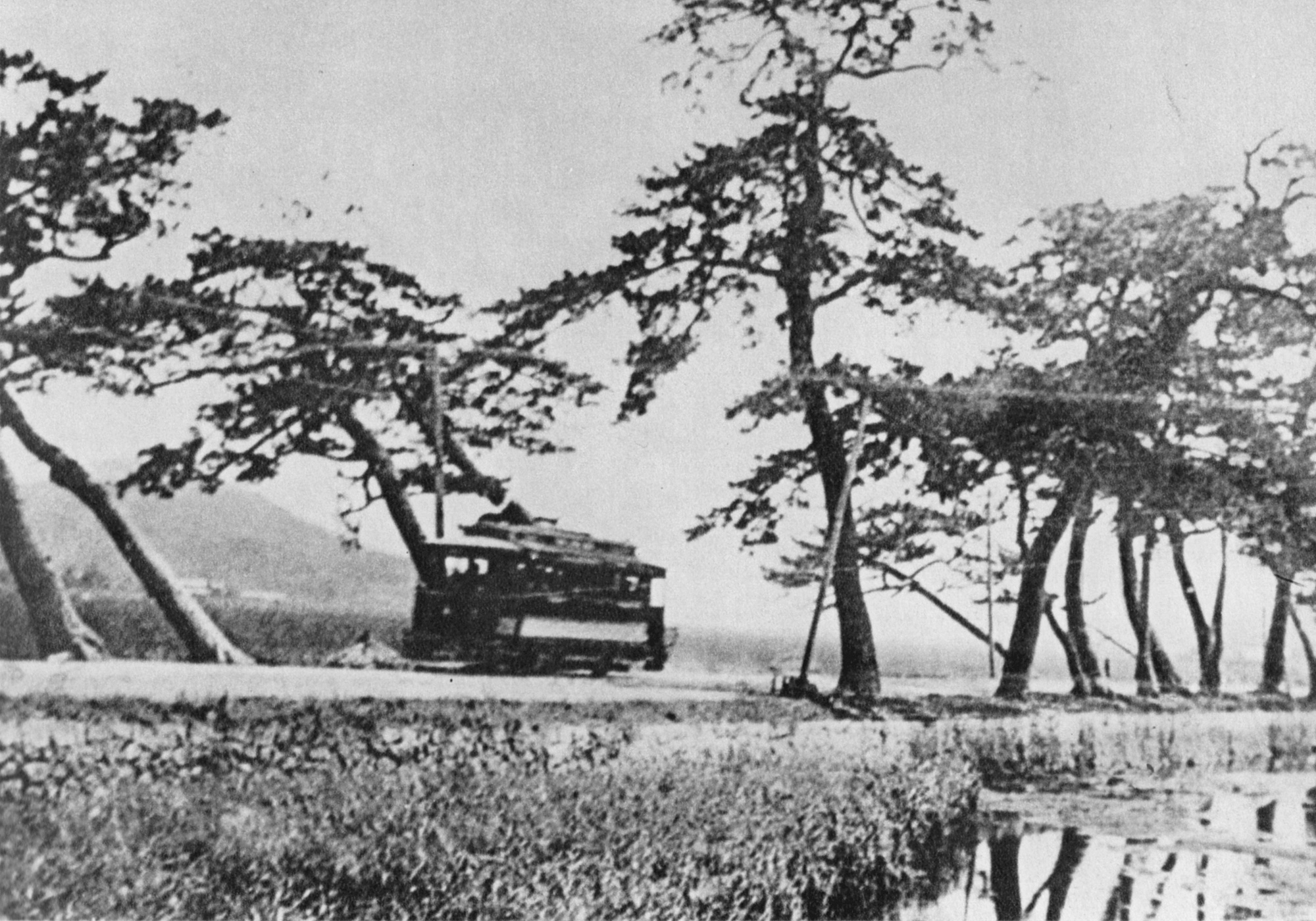
三津街道（大正初期）

瀬戸内海主要航路の発着が三津浜港から高浜港へ変更されたとき、伊予鉄道も現在の高浜線の一部にあたる三津駅 - 高浜駅間を延伸開業した。
これにより三津浜町の地位低下を危惧した地元有志が松山電気軌道を計画した。そこで鉱山成金の清家久米一郎と弁護士の夏井保四郎を担ぎだし、清家久米一郎が筆頭株主になり夏井保四郎が社長に就任した。ところが会社を設立したものの資金難に直面し夏井が退職。そして清家もなげだしてしまう。かわりに社長になった渡邊修が金策に走ることになったがようやく1911年（明治44年）に福澤桃介の援助を受けることになり、9月に江ノ口（現三津浜港内港付近） - 住吉町（三津駅に近接） - 三本柳（現三本柳交差点付近） - 江戸谷（現西衣山駅南側付近）　- 知新園前（現在の衣山5丁目付近）　- 衣山（高浜線の衣山駅南側付近） - 六軒家 - 車庫前（現四電工愛媛支店）　- 萱町（古町駅に近接） - 本町 - 西堀端 - 一番町 - 道後のルートで標準軌の軌道線（一部専用軌道）を開業することができた。当時は既存の鉄道路線に並行する鉄道路線の建設は厳しい制限があったが、伊予鉄道は私設鉄道法に準拠しているのに対して軌道である松山電気軌道は軌道条例に準拠しており、根拠法が異なるため並行しているにもかかわらず特許を得たのであった。
伊予鉄道も同年に古町 - 道後間を1,067mm軌間に改軌して電化し電車の運行を開始した。この区間と松山電気軌道は並行しており、乗客の奪い合いとなった。駅で鈴を鳴らして客を奪い合い、運賃の値下げ競争をする両社の激しい客引き合戦は有名であったという。また、1913年（大正2年）から松山市内で電気事業を開始し、既存の伊予水力電気と契約者を奪い合った。そして伊予水力電気が1916年（大正5年）に伊予鉄道と合併したことで、電力事業においても伊予鉄道と競争するようになった。
一方伊予鉄道との合併話は開業当時から浮かんでは消えの繰り返しであった。松山電気軌道は負債を抱えておりそれが重くのしかかっていた。松山電気軌道は全通（1912年）を前に共倒れを懸念して伊予鉄道に合併の打診をしている。伊予鉄道社長の井上要は「その時期にあらず」と拒否したところ渡邊、福澤は監督している鉄道院に調停を依頼した。井上は鉄道院より呼び出しを受け合併するよう説諭されることになった。結局井上は受け入れず運賃についての協定を結ぶことにして合併は実現しなかったのである。やがて1年が過ぎ松山電気軌道は1913年上期において借入金48万円を計上した。ここにいたり松山電気軌道の大口債権者である三井物産大阪支店長が仲介に乗り出し井上も合併を決断することになる。1913年（大正2年）12月に役員間において合併契約を締結した。ところが松山電気軌道の株主総会では合併反対派が主導権を握り契約を破棄することになってしまった。この責任を取り渡邊、福澤は役員を辞職することになった。
そして1914年（大正3年）10月に近藤貞次郎が社長に就任した。このときに三井物産は回収されない機械代金37万円余に業を煮やし伊予鉄道と合併しなければ債権を関西信託に譲渡し破産を申請すると強硬姿勢を示した。これには従わないわけにはいかず1915年（大正4年）8月に伊予鉄道と再度合併契約を締結したのであるが、またも株主総会で紛糾し契約を破棄することになってしまった。この責任を取り近藤も役員を辞職することになったのである。
この2度の破談に対し三井物産は破産も辞さない姿勢をみせた。この緊急事態に対し松山市の五十二銀行他四行は地元企業救済のため三井物産と交渉し債権の立替払いを申し出た。これが認められ、松山電気軌道は3度目の合併契約に向け株主総会を開くことになった。大株主達は賛成に傾いていたが多数の小株主と株主外の政友会党員らが反対運動を繰り広げ3回目の合併契約も破談となってしまった。
こうして開業以来10年間にわたり競争が続いたが、1921年（大正10年）に体力のない松電が伊予鉄に吸収され解散し、競争は終息した。
なお、合併後の1923年に全線の軌間を標準軌 (1435mm) から伊予鉄道の既存路線と同様の狭軌 (1067mm) に改軌しているが、高浜線との並行路線であった江ノ口 - 萱町間はそれからわずか4年後に廃止されている。また、現市内線の本町線の一部（本町四丁目 - 西堀端間）、城南線（西堀端 - 道後温泉間）は松山電気軌道の路線だった区間だが、城南線の大街道 - 警察署前間と本町線の本町四丁目 - 本町三丁目間は線路が移設されており、松山電気軌道当時とはルートが変わっている（本町線は休止後の復活時に移設）。
路面電車のほか、伊予鉄道の海水浴場併設遊園地「梅津寺遊園地」に対抗して三津浜に海水浴場（現在は掘削されて内港になっている）、衣山に「知新園」という遊園地（現衣山5丁目にある溜池「古池」周辺の高台に存在していたと言われている）を開業していたが、伊予鉄合併時に廃止されている。
現在は、三津街道上の軌道が撤去されているので、古町駅西方の宮前川橋梁跡や江戸谷電停付近に痕跡が残るのみである。

### 年表
- 1907年（明治40年）4月 松山電気軌道株式会社設立[9]。
- 1907年（明治40年）10月14日 軌道特許状下付[10]。
- 1911年（明治44年）9月1日 住吉 - 本町、札ノ辻 - 道後（現在の道後温泉）間開業（標準軌）。
- 1911年（明治44年）9月19日 本町 - 札ノ辻間開業（同上）。
- 1912年（明治45年）2月7日 江ノ口 - 住吉間開業（同上）。
- 1913年（大正2年）2月1日 電燈電力事業開始[11]。
- 1917年（大正6年）5月19日軌道特許失効（松山市小唐人町-同市西堀端町間 指定ノ期限内ニ工事ニ着手セサルタメ）[12]。
- 1921年（大正10年）4月1日 伊予鉄道に吸収合併される。
- 1923年（大正12年）6月30日 江ノ口 - 道後間の軌間を1435mm（標準軌）から1067mmに改軌。
- 1926年（大正15年）5月2日 一番町（現在の大街道） - 六角堂（現在の警察署前付近）間を御宝町（現在の勝山町）経由に経路変更し複線化、一番町 - 道後間が複線化される。
- 1927年（昭和2年）11月1日 高浜線に並行している三津街道上の軌道（江ノ口 - 三本柳 - 萱町間）を廃止（廃線後は三津街道及びその拡張用地になっている。また、古町や上一万の伊予鉄道、道後鉄道との立体交差も撤去されている）
- 1929年（昭和4年）4月1日 古町 - 萱町間開業。
- 1936年（昭和11年）5月1日 西堀端 - 裁判所前（現在の県庁前）間複線化。
- 1946年（昭和21年）8月19日 西堀端 - 本町 - 萱町 - 古町間休止認可。
- 1948年（昭和23年）7月1日 西堀端 - 本町三丁目（現在の本町四丁目）間が本町線として開業。本町 - 古町間は復活せずに廃止となった。

## 電停一覧
江ノ口（現三津浜港内港付近） - 堀川 - 住吉町（高浜線三津駅近く） - 新立 - 三本柳（現三本柳交差点） - 山西（初代山西駅付近=現在の新田高校付近） - 江戸谷（高浜線西衣山駅近く） - 知新園前（西衣山駅近く） - 衣山（高浜線衣山駅とは離れていた） - 六軒屋 - 車庫前 - 萱町 - 本町 - 札の辻 - 西堀端 - 南堀端 - 榎前（廃止=現在の市役所前交差点） - 八股 - 裁判所前 - 一番町 - 御宝町 - 六角堂 - 上一万 - 農事試験場前 - 公園前 - 道後

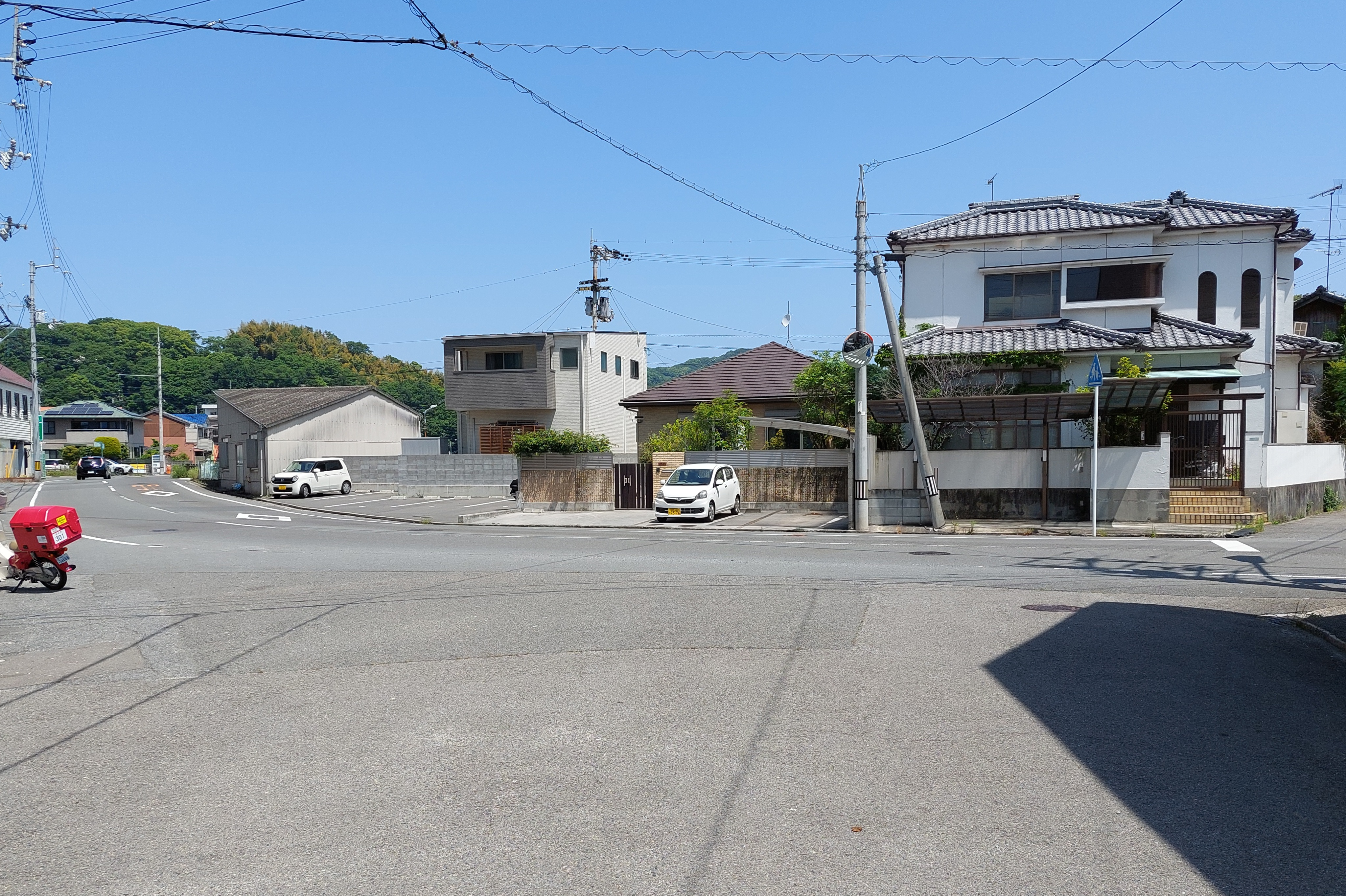
江ノ口停留場跡（住吉2丁目）
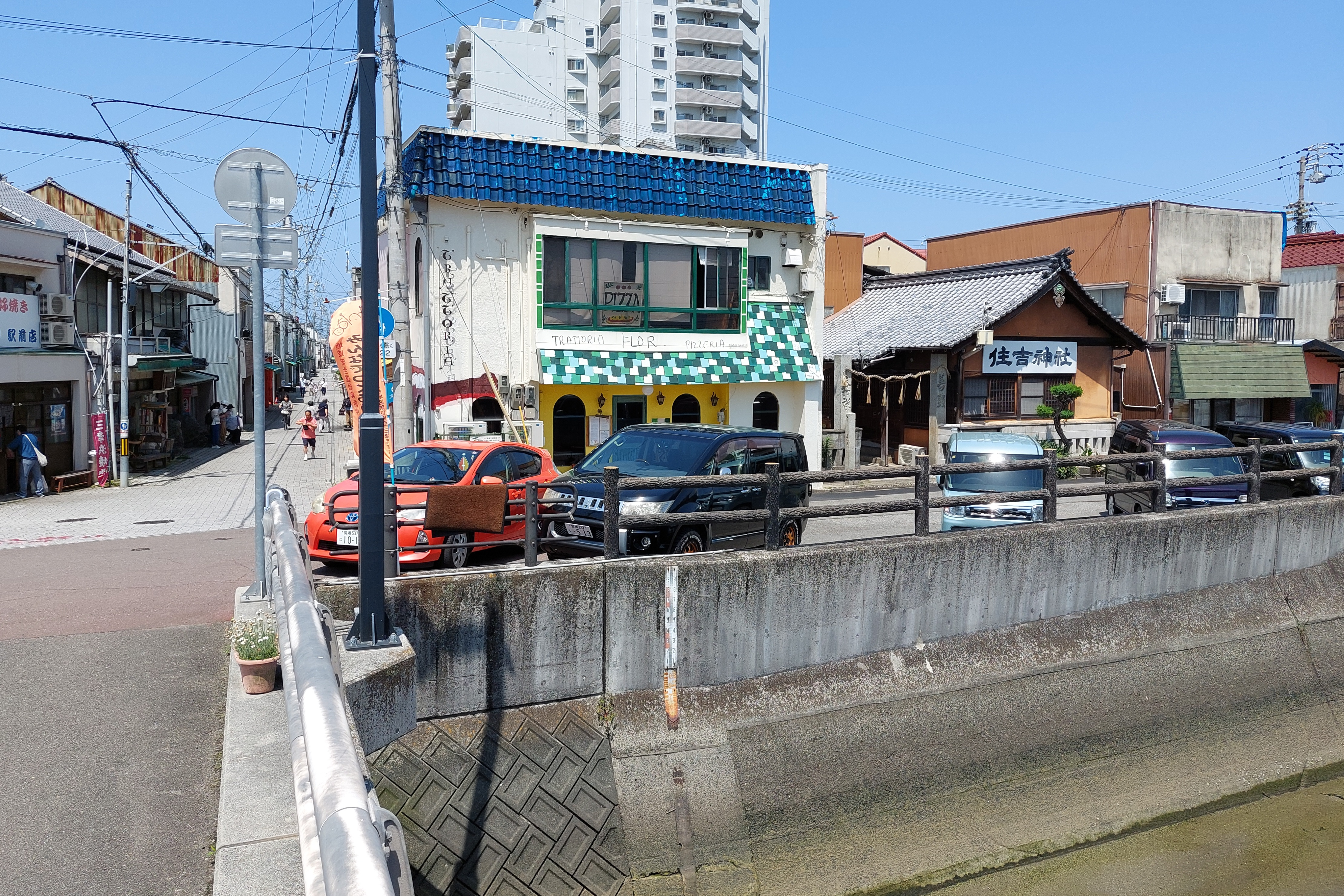
住吉町停留場跡（同停留場は宮前川をはさんで伊予鉄三津駅と向かい合っていた）
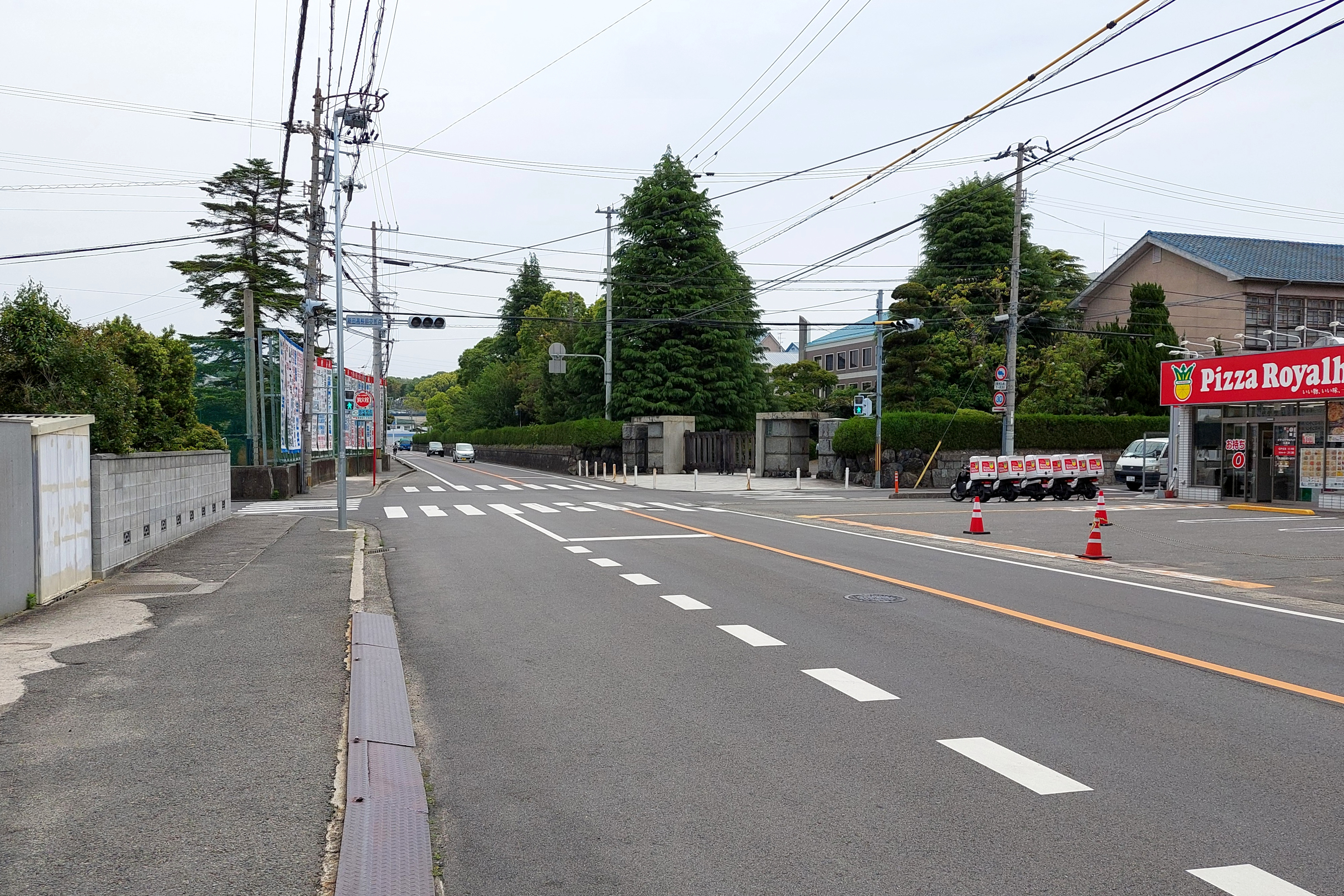
山西停留場跡（右奥は新田高校）
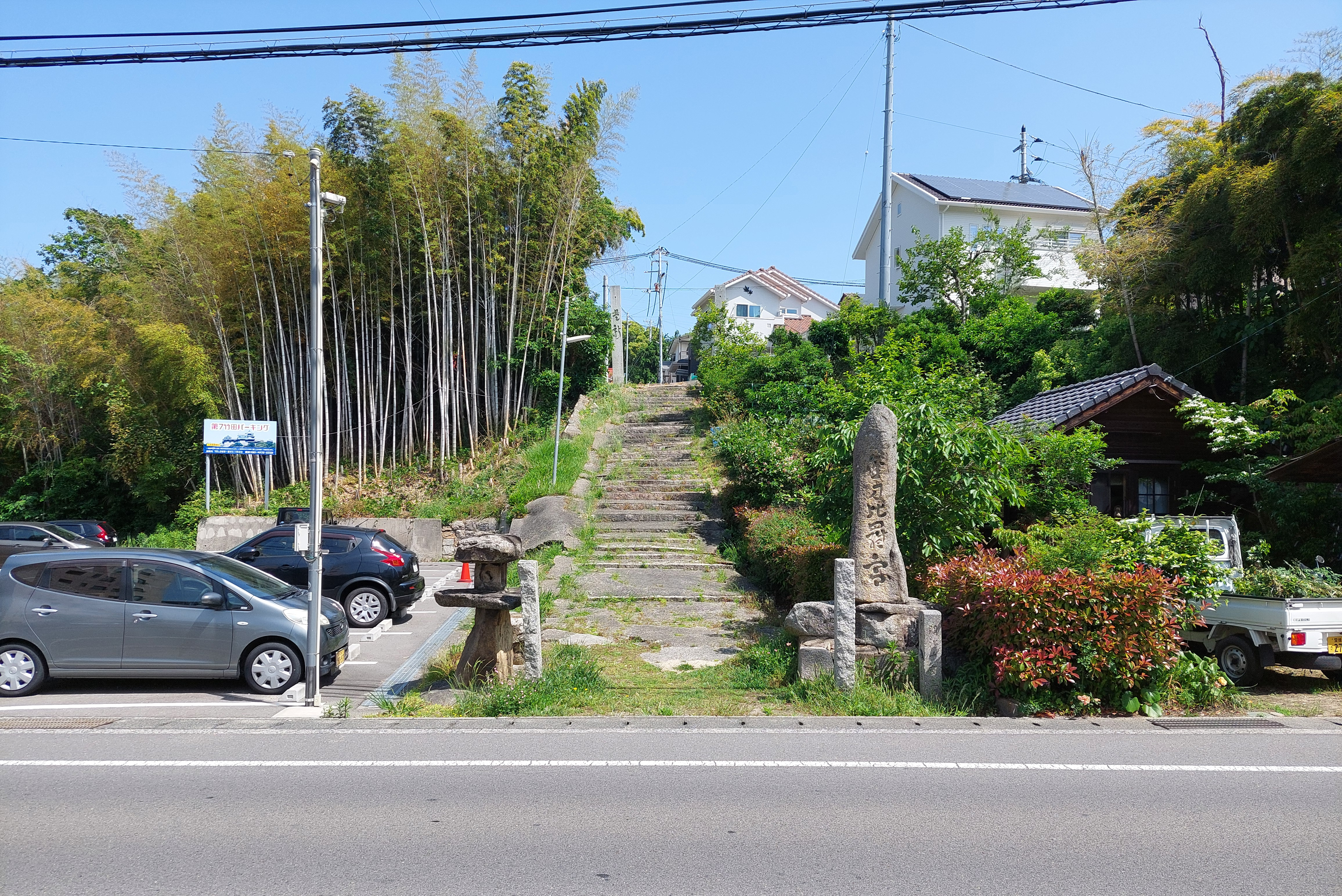
遊園地「知新園」は衣山金毘羅神社の近くにあったと考えられる。
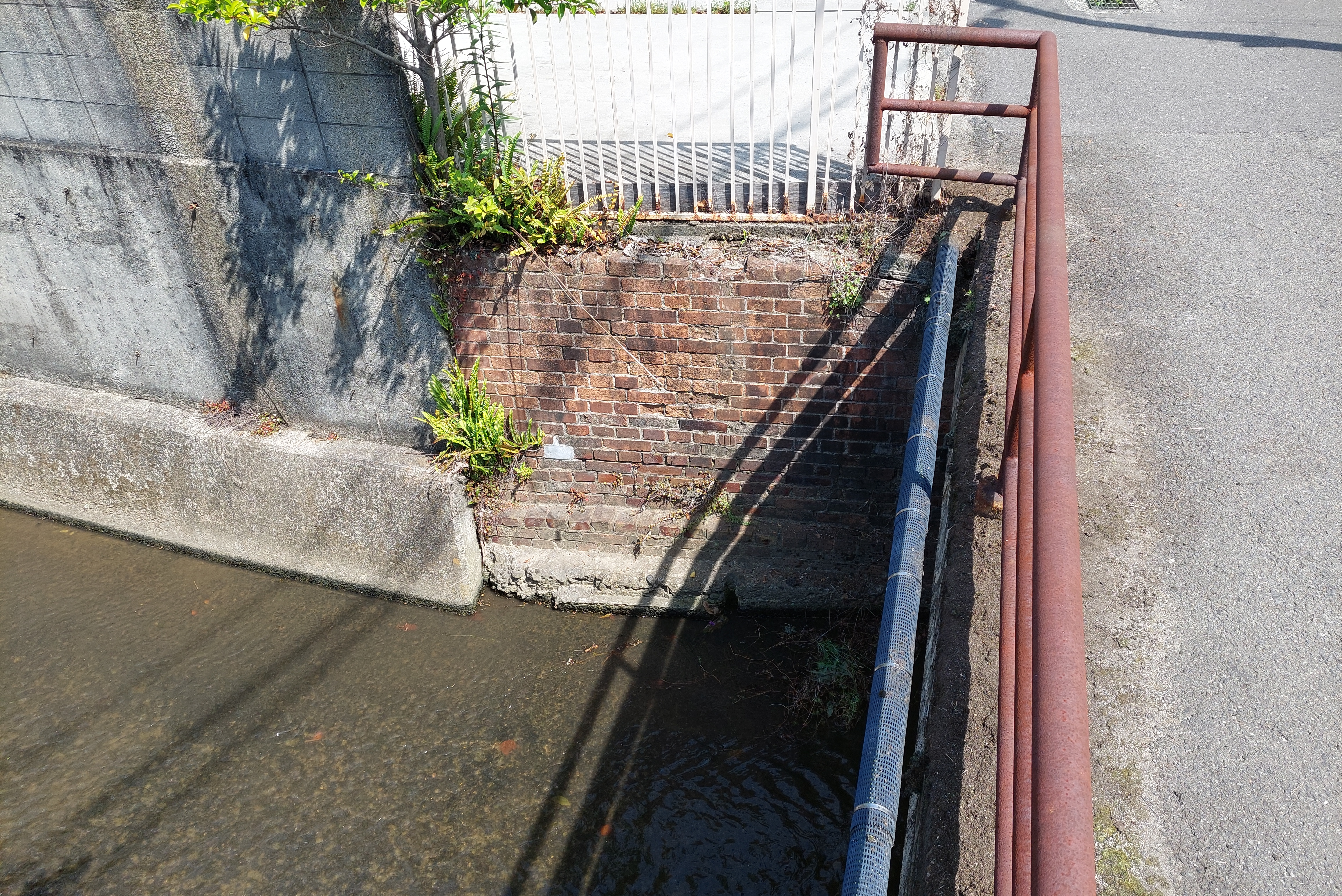
松山電気軌道の遺構と考えられる煉瓦積（宮西3丁目）
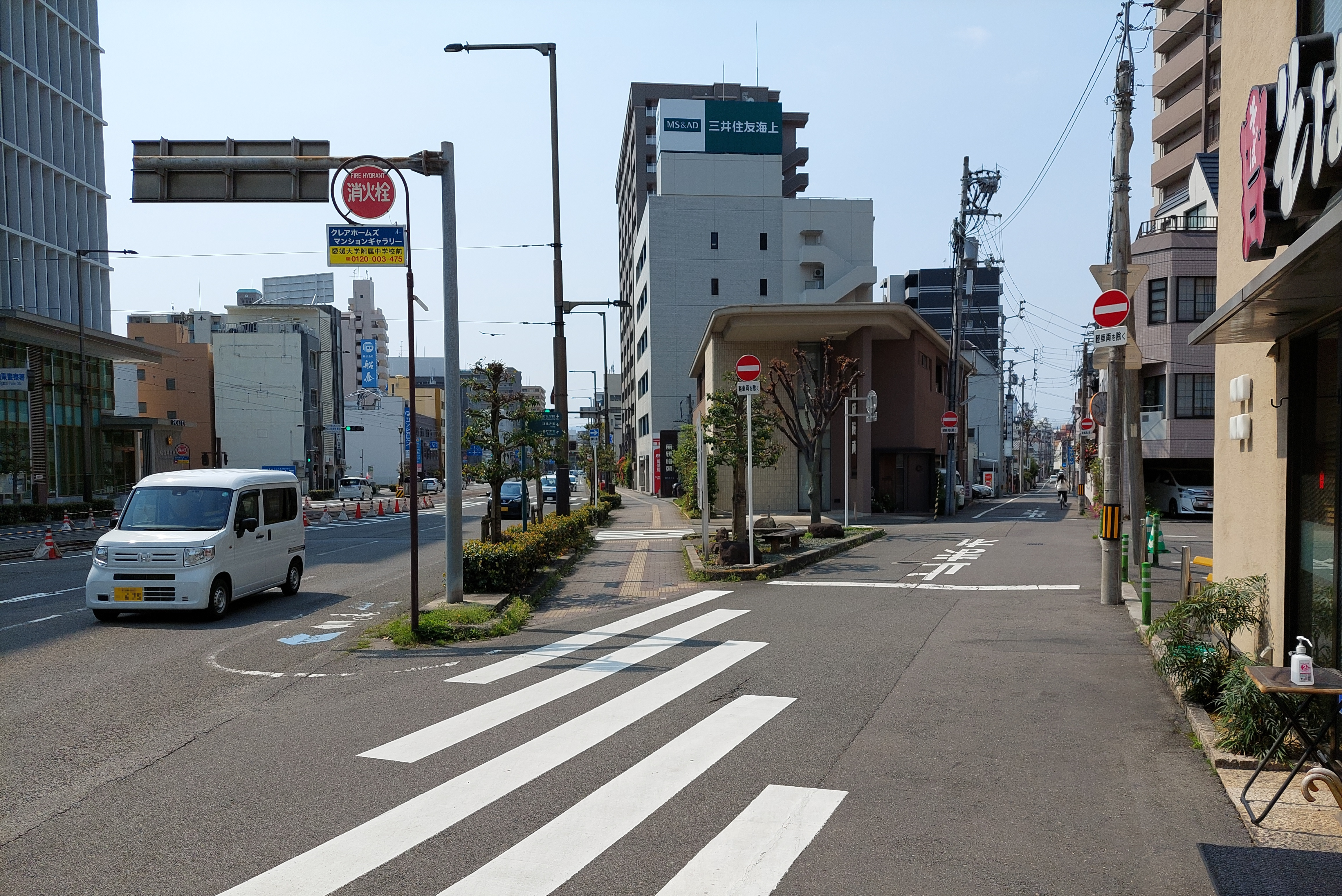
右側の道路が松山電気軌道の線路跡（勝山町2丁目）

## 輸送・収支実績
| 年度 | 輸送人員（人） | 貨物量（トン） | 営業収入（円） | 営業費（円） | 営業益金（円） | その他益金（円）        | その他損金（円） | 支払利子（円） |
| ---- | -------------- | -------------- | -------------- | ------------ | -------------- | ----------------------- | ---------------- | -------------- |
| 1911 | 746,535        |                | 20,773         | 15,521       | 5,252          | 利子2,185               |                  | 5,935          |
| 1912 | 2,681,340      |                | 60,130         | 39,602       | 20,528         | 利子4,338               |                  | 19,751         |
| 1913 | 1,301,569      | 38             | 59,949         | 47,141       | 12,808         | 電燈電力16,895利子3,689 | 電燈電力3,302    | 23,948         |
| 1914 | 1,529,448      | 6,322          | 55,992         | 43,377       | 12,615         | 電気供給28,000利子1,118 | 電気供給5,108    | 33,087         |
| 1915 | 1,482,943      | 8,795          | 45,861         | 31,505       | 14,356         | 電気供給31,216          | 電気供給21,056   | 18,925         |
| 1916 | 2,135,620      | 14,235         | 57,767         | 39,360       | 18,407         | 38,498                  | 11,554           | 21,653         |
| 1917 | 2,275,793      | 9,120          | 59,526         | 47,096       | 12,430         | 電気供給56,517          | 17,341           | 24,377         |
| 1918 | 1,896,997      | 8,579          | 61,973         | 75,504       | ▲ 13,531       | 副業75,906利子1013      | 33,044           | 26,925         |
| 1919 | 2,540,822      | 7,881          | 104,104        | 84,278       | 19,826         | 電気供給100,272         | 42,312           | 30,027         |
| 1920 | 2,484,345      | 7,760          | 147,593        | 115,291      | 32,302         | 137,154                 | 55,170           | 30,431         |

- 鉄道院年報、鉄道院鉄道統計資料、鉄道省鉄道統計資料各年度版

## 車両
在籍した車両は合計18両すべて木製単車。開業時に梅鉢鉄工所から10両（1 - 10）を購入。1912年福澤桃介がかかわる博多電灯軌道より元東京鉄道の車両を譲り受け11 - 15号に、さらに大阪市電より二階建て電車3両を譲り受け、16号車と電動有蓋貨車と電動無蓋貨車に改造した。16号車もまもなく電動無蓋貨車に改造された。改造により不要になった二階建て電車の車体は三津浜海水浴場の開設時期に「二階附電車納涼台」として使用したという新聞広告が残っているが、具体的にどのような形で使用されていたかは未詳である。
改軌後に1 - 10号と無蓋電動貨車は能勢電気軌道に譲渡され、無蓋電動貨車は有蓋電動貨車に改造され1950年代まで使用された。後にこの台車（ヘルブラント ドイツ製）は「大阪市電保存館」内で保管されている。

## 記念碑
2022年8月27日、松山電気軌道開業111年を記念し、住民有志が松山市住吉2丁目に記念碑を建立し落成式が行われた。

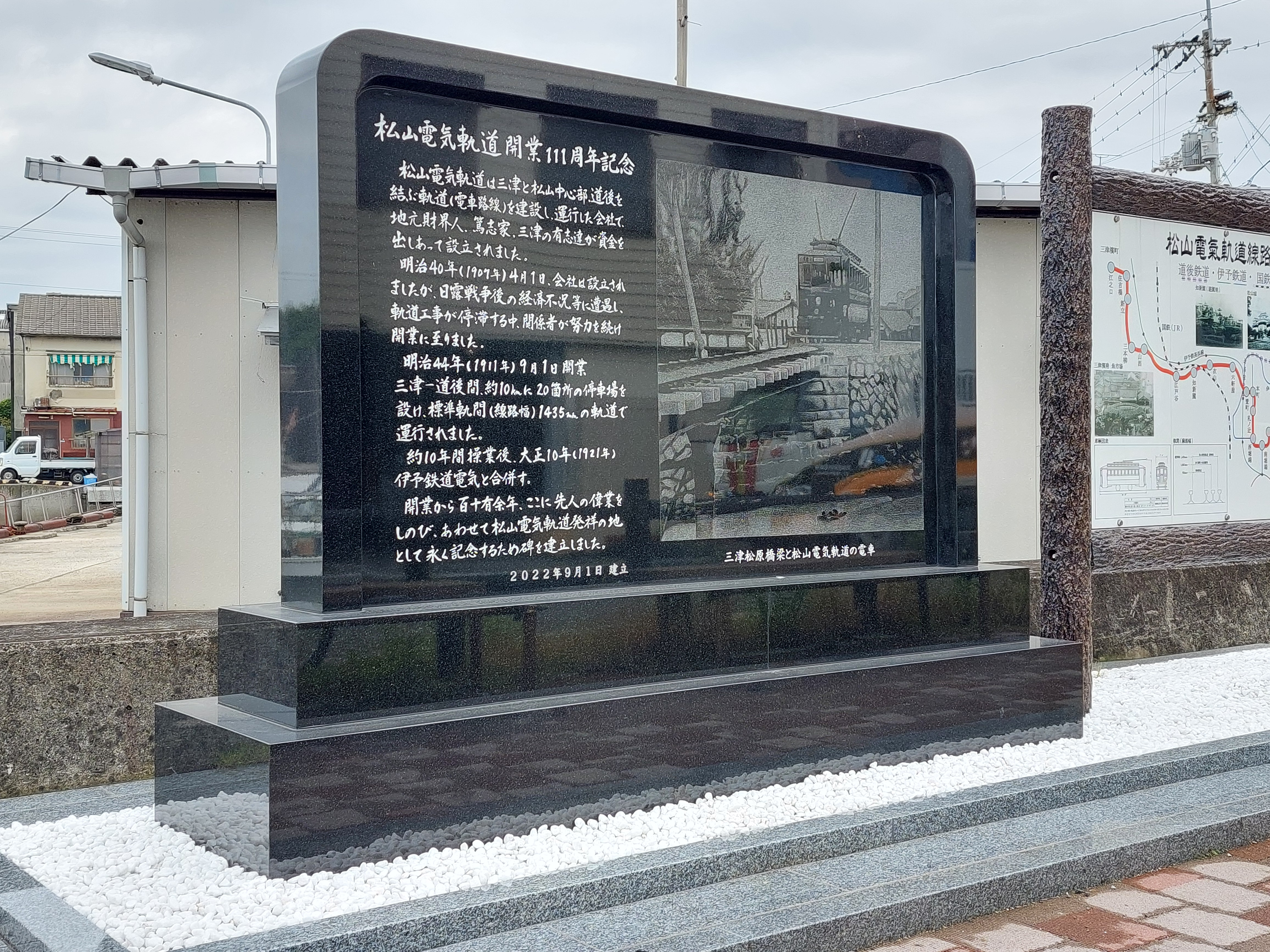
記念碑